# Jean-Georges Wille
Pour les articles homonymes, voir Wille.
Jean-Georges Wille, né le 5 novembre 1715 à Gießen et mort le 5 avril 1808 à Paris, est un graveur français de naissance hessoise, qui exerça essentiellement son art en France.

## Biographie

### Un graveur de renom
C'est dès l'enfance que Jean-Georges Wille a de fortes dispositions pour le dessin et qu'il a pour premier maître un peintre nommé Luhn. Ayant appris le métier d’armurier dans sa ville natale, Wille fréquenta le graveur sur cuivre Georg Friedrich Schmidt à Strasbourg et se rendit, avec lui, en 1736, à Paris où il fut, par moments, le voisin de Denis Diderot, rue de l’Observance. Jean-Georges Wille fut reçu chez Nicolas de Largillierre dont il peignit plusieurs copies de tableaux, avant de travailler chez un orfèvre nommé Lelièvre, puis chez le marchand d'estampes Michel Odieuvre.
Le peintre Hyacinthe Rigaud l’ayant incité à se mettre à la gravure sur cuivre, il réalisa sa première estampe, le portrait du maréchal de Belle-Isle. Bientôt, les plus célèbres peintres français lui confièrent leurs ouvrages à graver, mais il effectua également des gravures d’après des tableaux de maitres anciens, parmi lesquels Gerard ter Borch, Gabriel Metsu, Jan van Mieris ou Caspar Netscher, dont beaucoup appartiennent aux plus remarquables créations de la gravure sur cuivre.
Wille fut graveur de la cour des rois Frédéric II, Frédéric V de Danemark et, surtout, de Louis XV. Naturalisé français en 1758, il fut élu à l'Académie royale de peinture et de sculpture en 1761.
Napoléon Bonaparte le nomma chevalier de la Légion d’honneur et l’Institut de France l’admit au nombre de ses membres. Pour Émile Dacier, « son atelier fut, avec celui de Jacques-Philippe Le Bas, une pépinière de remarquables graveurs ; parmi les français, Pierre-Alexandre Tardieu et Charles-Clément Bervic furent les héritiers et continuateurs de sa doctrine ».
Il entretient une longue correspondance avec le graveur Johann Friedrich Bause qu'il admirait mais qu'il ne rencontra jamais.

### Un homme de réseaux et de transferts culturels

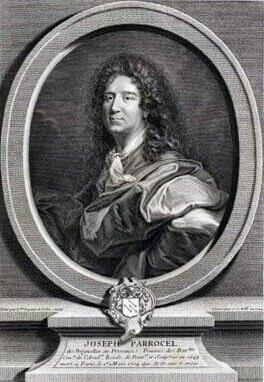
Joseph Parrocel, gravé par Wille d'après Hyacinthe Rigaud, 1744.

Wille est qualifié par les historiens d'« entrepreneur de réseaux ». En effet, membre de la loge des Amis réunis, il fut au centre d'une sociabilité maçonnique pour les artistes originaires de l'espace germanique et entretint avec de nombreux personnages une correspondance intense à l'échelle de l'Europe, notamment avec ses compatriotes allemands qu'il se chargea de guider à Paris quand ils passaient par la capitale du royaume de France, notamment pour visiter les collections d'arts privées qui s'y développèrent au XVIIIe siècle.
Par exemple, lorsque le philosophe kantien Herder se rendit en France en mai 1769, Wille lui servit de guide et lui fit découvrir la société parisienne. Jean-Georges Wille, ainsi, « participa activement aux transferts culturels entre la France et l'Allemagne » au siècle des Lumières, d'autant qu'il se chargea par ailleurs de traduire et publier les ouvrages de langue allemande qu'il jugeait dignes d'intérêt, tout en les recensant dans le Journal étranger.
Le Dictionnaire Bénézit étend le travail de graveur de Wille jusqu'à l'année 1790, soit sur plus d'un demi-siècle. Après que ses biens (son activité de graveur se dédoublant de celles d'éditeur et de marchand d'estampes, il était également collectionneur de peintures et dessins) lui aient été confisqués par la Révolution française, il termina sa vie ruiné et aveugle.
Wille a laissé des Mémoires, « écrites avec la bonhomie qui le caractérisa » et publiées par Duplessis en 1857, dans lesquels il donne entre autres la première évocation connue de Denis Diderot.

## Œuvres

### Compositions (scènes d'histoire et de genre)[9],[10]
- D'après Pompeo Batoni : La mort de Marc Antoine[11].
- D'après Christian Wilhelm Ernst Dietrich : Les musiciens ambulants ; Les offres réciproques, 1771;
- D'après Gérard Dou : La dévideuse, 1755 ; La ménagère hollandaise ; La liseuse, 1761;
- D'après Charles Le Brun, l'Ordre rétabli dans les Finances;
- D'après Gabriel Metsu : Cuisinière hollandaise;
- D'après Frans van Mieris l'Ancien : L'observateur distrait ; Tricoteuse hollandaise;
- D'après Caspar Netscher : La mort de Cléopâtre, 1754 ; Le petit physicien;
- D'après Adriaen van Ostade : Bons amis : Deux paysans fumant;
- D'après Charles Parrocel, Soldat conversant avec une femme, 1753;
- D'après Godfried Schalken : Le concert de famille, 1767[12] ; Jeune joueur d'instrument;
- D'après Johann Eleazar Schenau, La petite écolière, 1771;
- D'après Pierre-Alexandre Wille, fils de l'artiste : Maîtresse d'école ; Philosophe du temps passé ; Bonne femme de Normandie (un tirage moderne de ce burin porte la mention "Dédié à Monsieur Jean Valentin Meyer, négociant à Hambourg" et ses armes) ; Sœur de la bonne femme de Normandie;Les soins maternels ; Louis Gillet délivre une fille des mains de deux brigands;
- D'après ses propres dessins : Le fumeur, 1741[13] ; L’Instruction paternelle, 1758[14];

### Portraits[9],[10]
- D'après Pompeo Batoni, Prospero Colonna di Sciarra, 1764;
- D'après Antoine Boizot : Portraits de dix-sept Rois de France des premières races : Childéric Ier ; Thierry Ier ; Clovis III ; Dagobert II ; Childéric II ; Thierry II ; Childéric III ; Charlemagne ; Louis Ier ; Louis II le Bègue ; Charles III le Simple ; Charles IV le Bel ; Lothaire Ier ; Hugues Capet ; Henri Ier ; Philippe II Auguste, 1738 (commande de Michel Odieuvre);
- D'après Philippe de Champaigne, Antoine Singlin, 1745;
- D'après Élisabeth-Sophie Chéron, Madeleine de Scudéry;
- D'après Jean Chevalier, Louis François Anne de Neufville de Villeroy, 1744 ; Henri Liébaux, 1747 ; François Quesnay, 1747;
- D'après Jacques-François Delyen, Nicolas-René Berryer;
- D'après Daniel Klein, Louis, Dauphin de France, 1745-1746;
- D'après Nicolas de Largilliere, Marguerite-Élisabeth de Largilliere;
- D'après Charles André van Loo : Le Roi d'Espagne Philippe V;
- D'après Charles Parrocel : Louis XV, le Bien-aimé, à cheval suivi de deux cavaliers, pour l'ouvrage dirigé par Jean-Martin Weis, graveur de la ville de Strasbourg, Représentation des fêtes données par la ville de Strasbourg pour la convalescence du Roi, à l'arrivée et pendant le séjour de Sa Majesté en cette ville, imprimé par Laurent Aubert, Paris, 1747;
- D'après Antoine Pesne : Frédéric II de Prusse ; Léopold II d'Anhalt-Dessau, 1745;
- D'après Maurice Quentin de La Tour : Woldemar de Lowendal;
- D'après Hyacinthe Rigaud : Jean de Boullongne, 1735 ; Charles Louis Auguste Fouquet de Belle-Isle, Duc de Gisors, 1743 ; Élisabeth Gouy, épouse de Hyacinthe Rigaud, 1743 ; Joseph Parrocel, 1744 ; Le Maréchal de Saxe, 1745;
- D'après Francesco Carlo Rusca (de), Jérôme d'Erlach (de);
- D'après Thomiers, Claude-Nicolas Le Cat;
- D'après Louis Tocqué : Comte de Saint-Florentin ; Marquis de Marigny, 1755[15] ; Tycho de Hofman, 1743 ; Charles, Prince de Wallis, en cuirasse, 1748 ; Charles Édouard Stuart, 1749 ; Jean-Baptiste Massé, 1755;
- D'après Louis Vigée, Bernard Forest de Belidor, 1750;
- D'après Robert Walker, Olivier Cromwell;
- D'après Johann Georg Ziesenis : Charles Théodore, Comte Palatin du Rhin;
- Henri Benoît Stuart, entre 1736 et 1750.

## Galerie de gravures

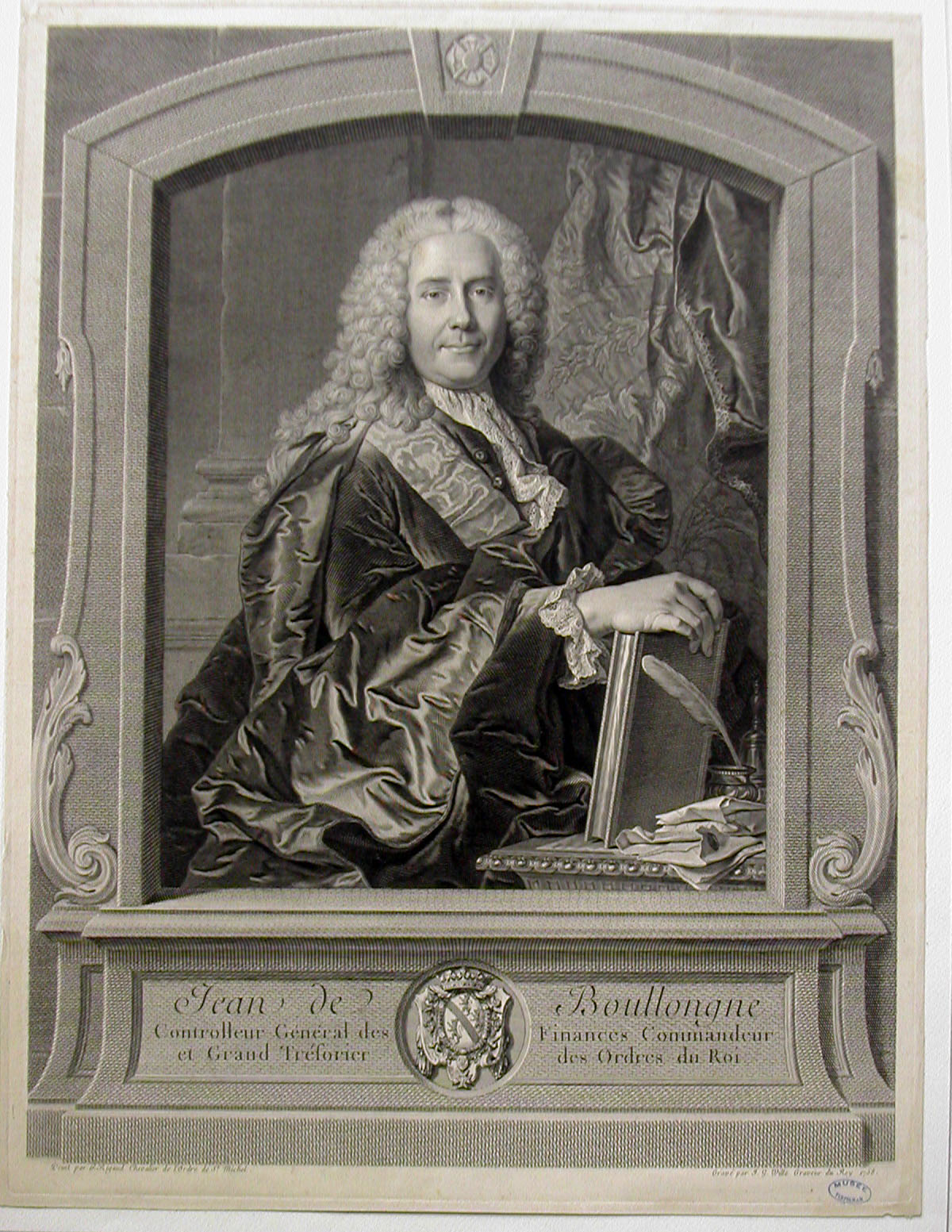
Jean de Boullongne, d'après Hyacinthe Rigaud, 1735;
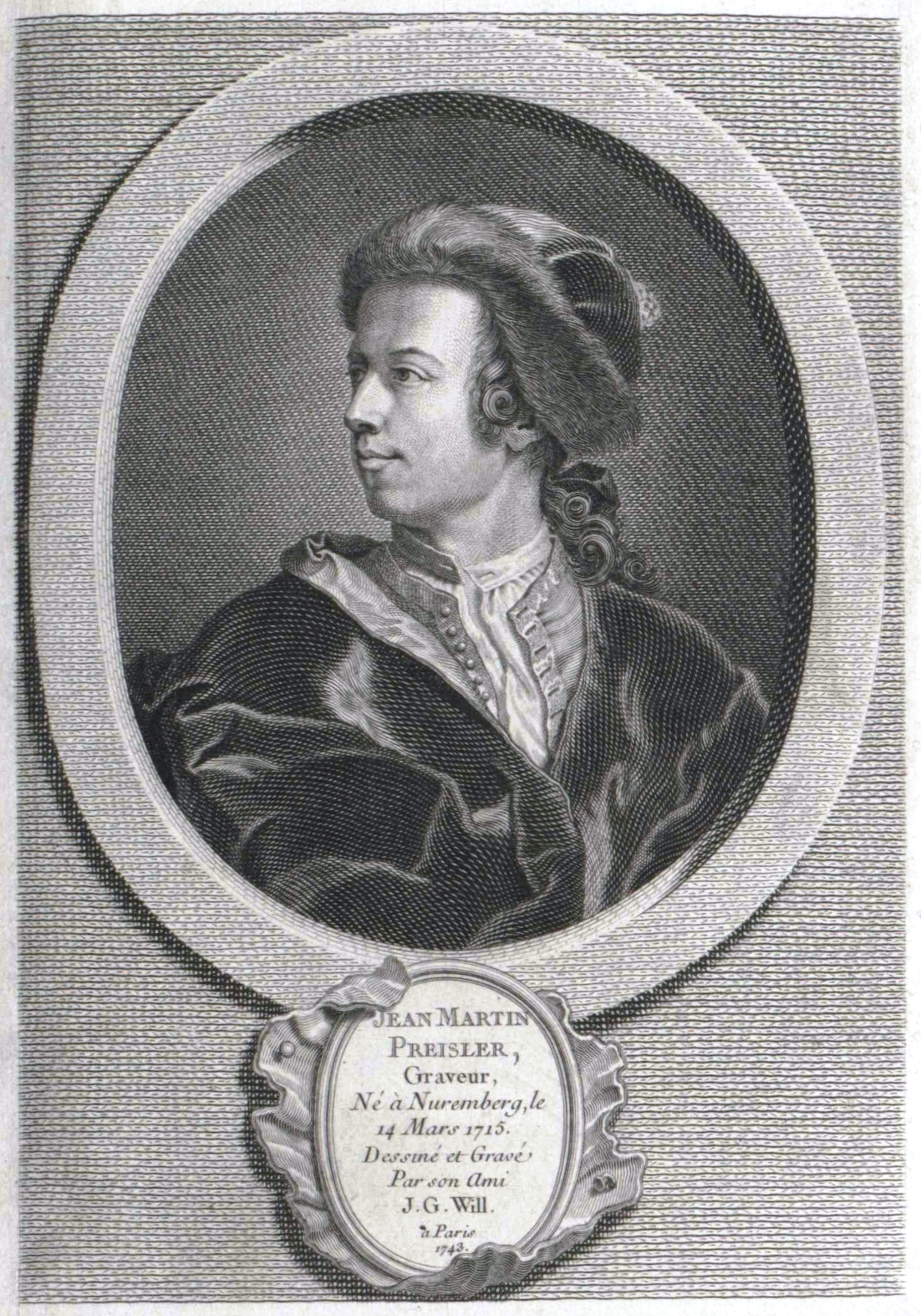
Johann Martin Preisler, 1743;
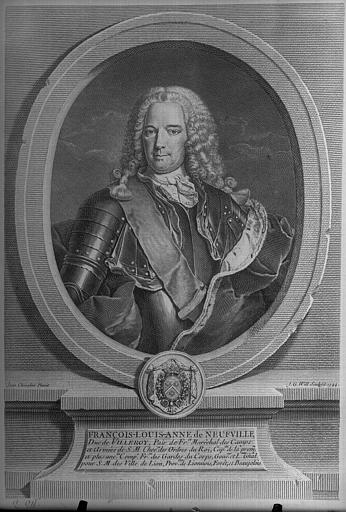
Louis François Anne de Neufville de Villeroy, d'après Jean Chevalier, 1744;
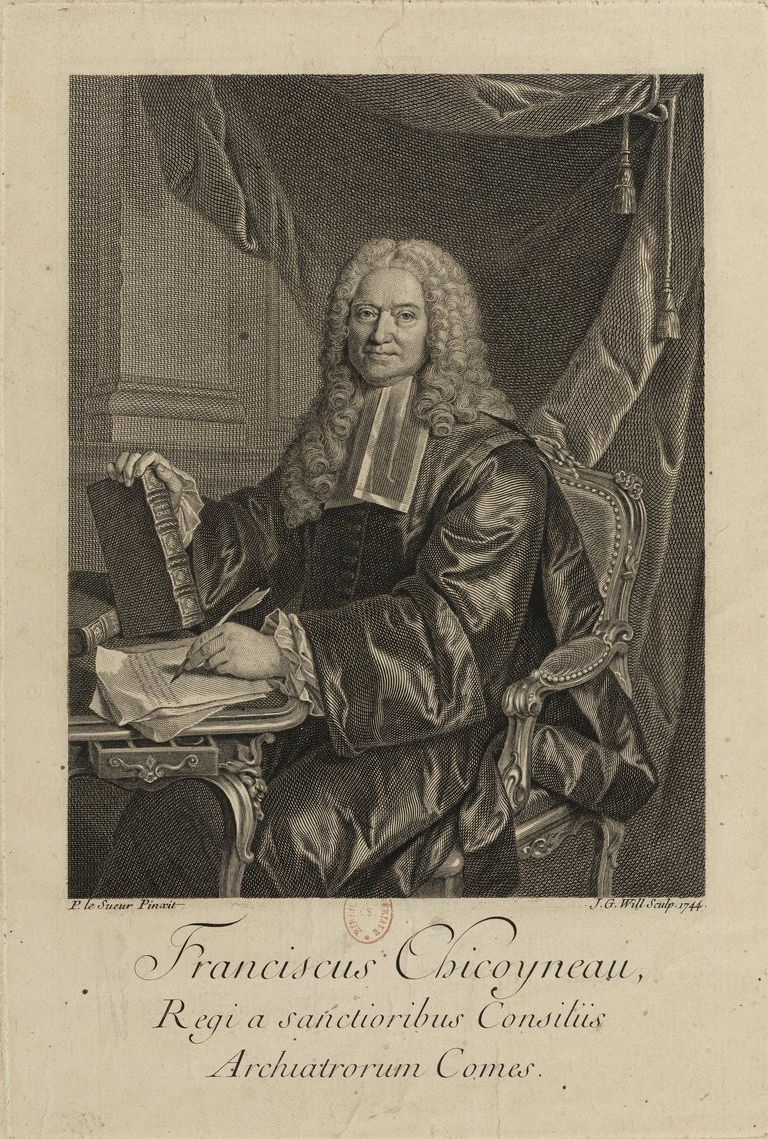
François Chicoyneau, d'après P. Le Sueur, 1744;
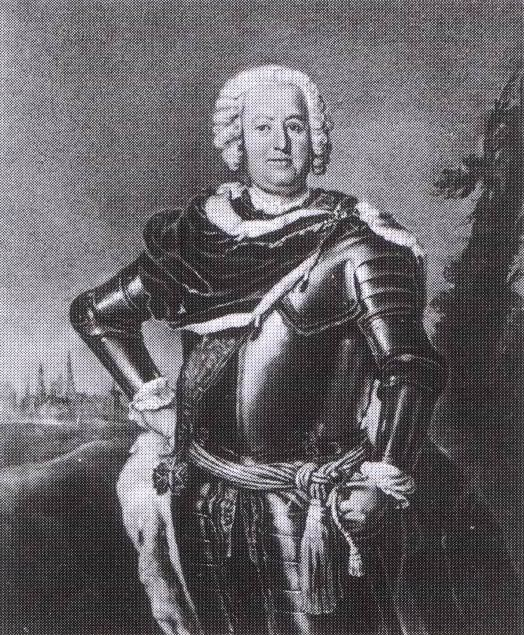
Léopold II d'Anhalt-Dessau, d'après Antoine Pesne, 1745;
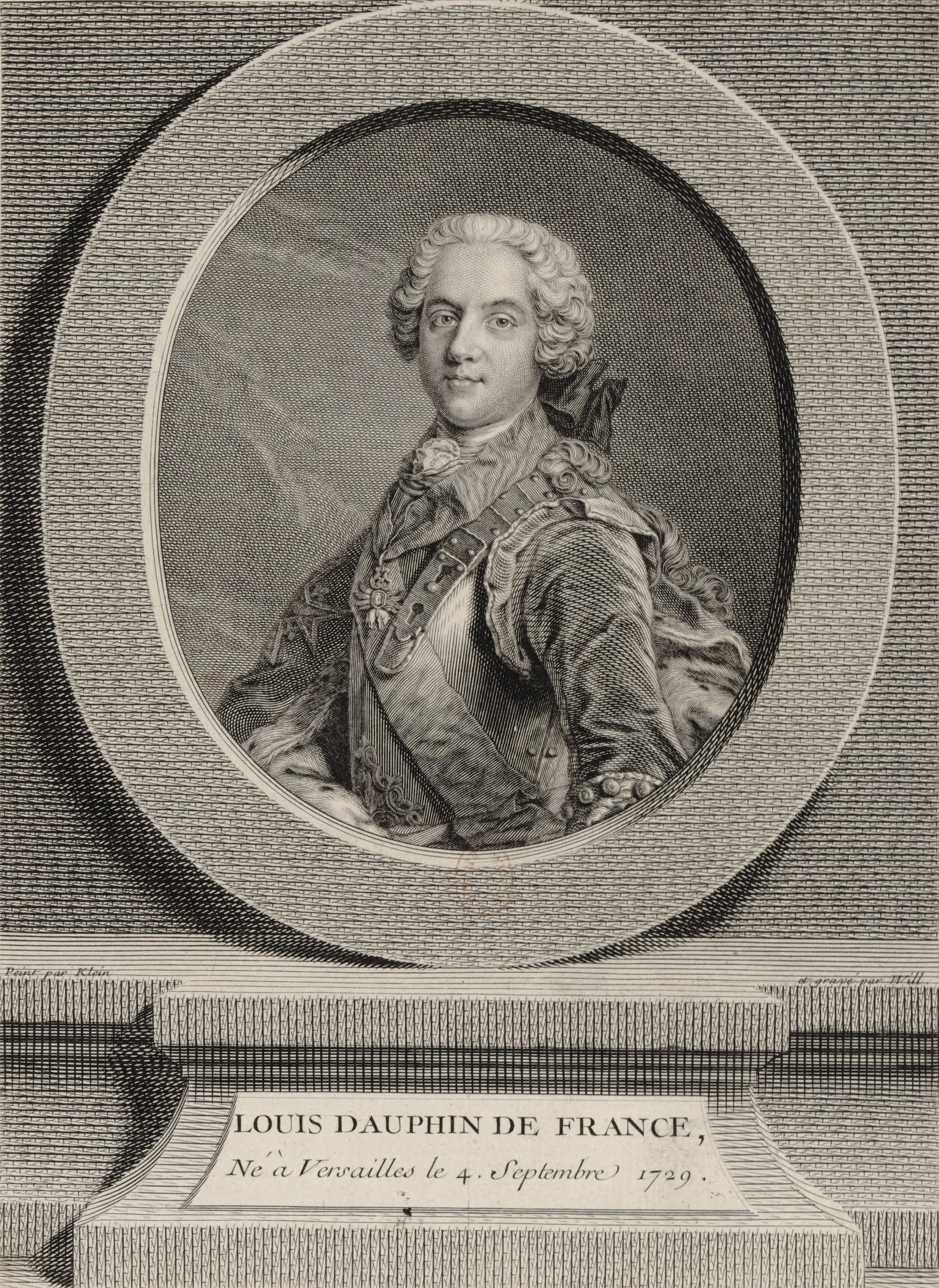
Louis, Dauphin de France, d'après Daniel Klein, 1745-1746;
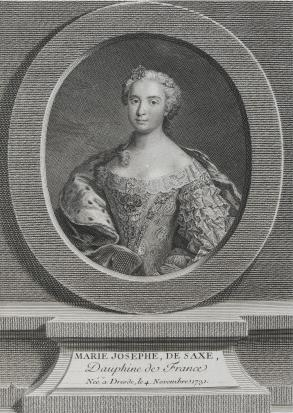
Princesse Marie Josèphe de Saxe, 1747;
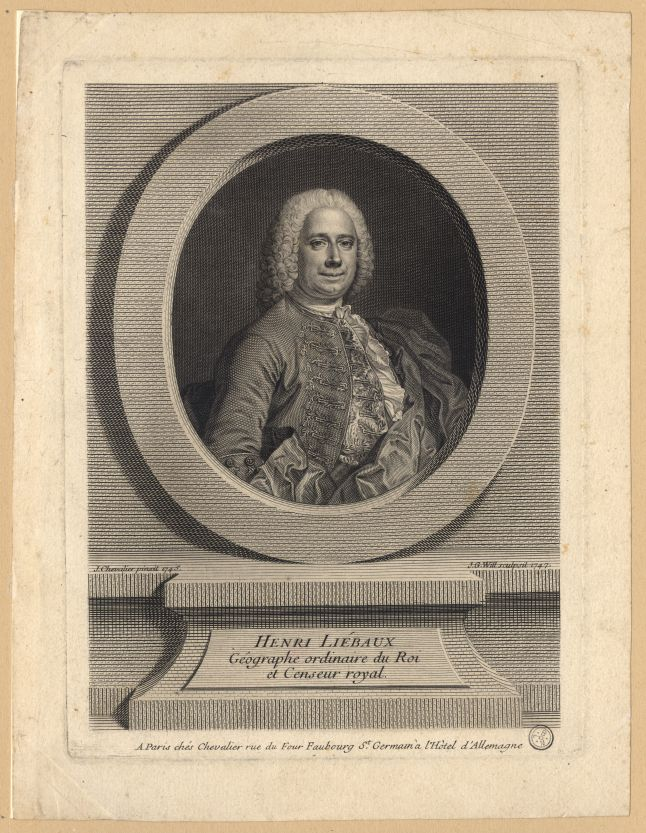
Henri Liébaux, géographe et censeur, d'après Jean Chevalier, 1747;
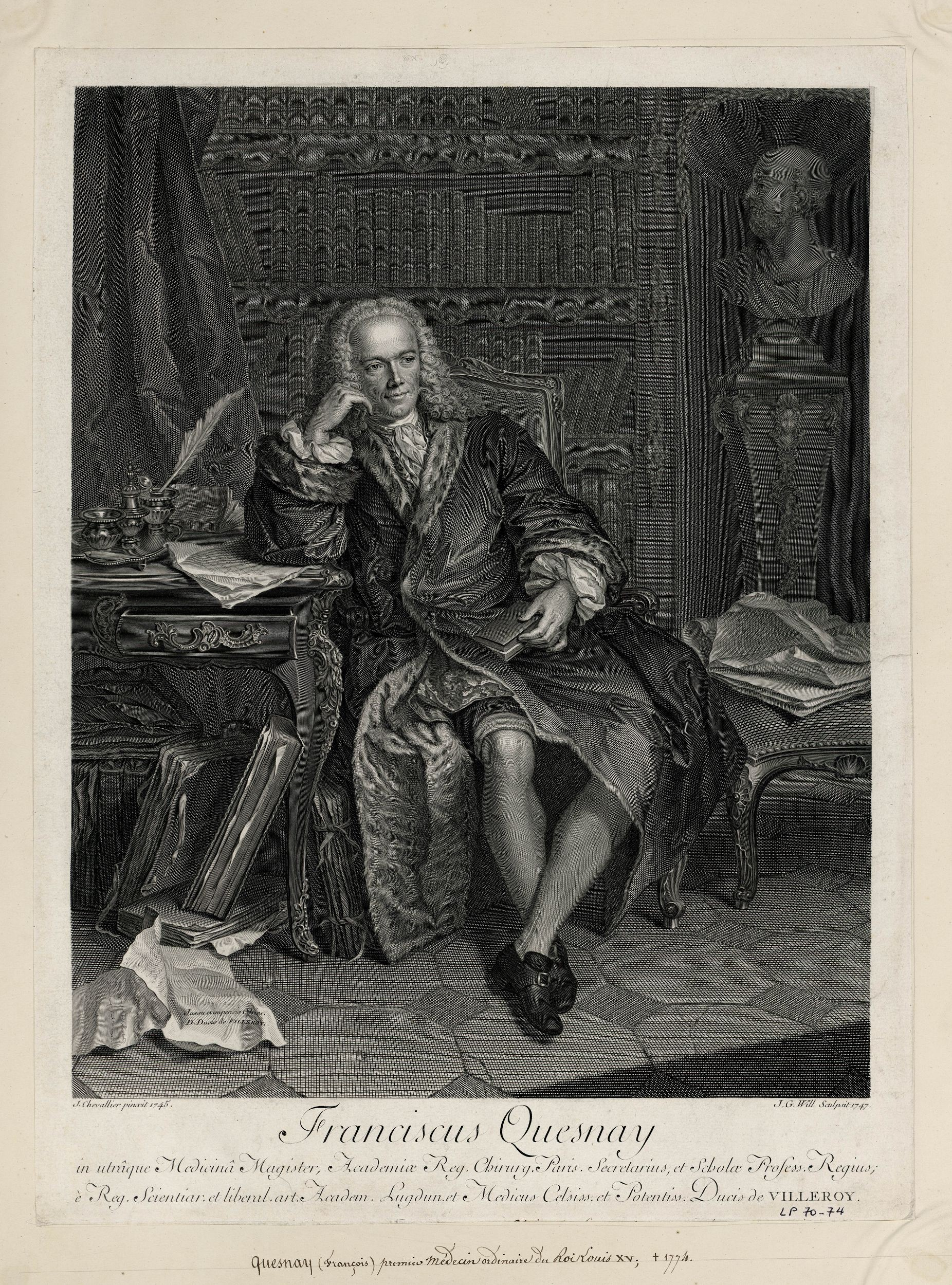
François Quesnay, d'après Jean Chevalier, 1747;
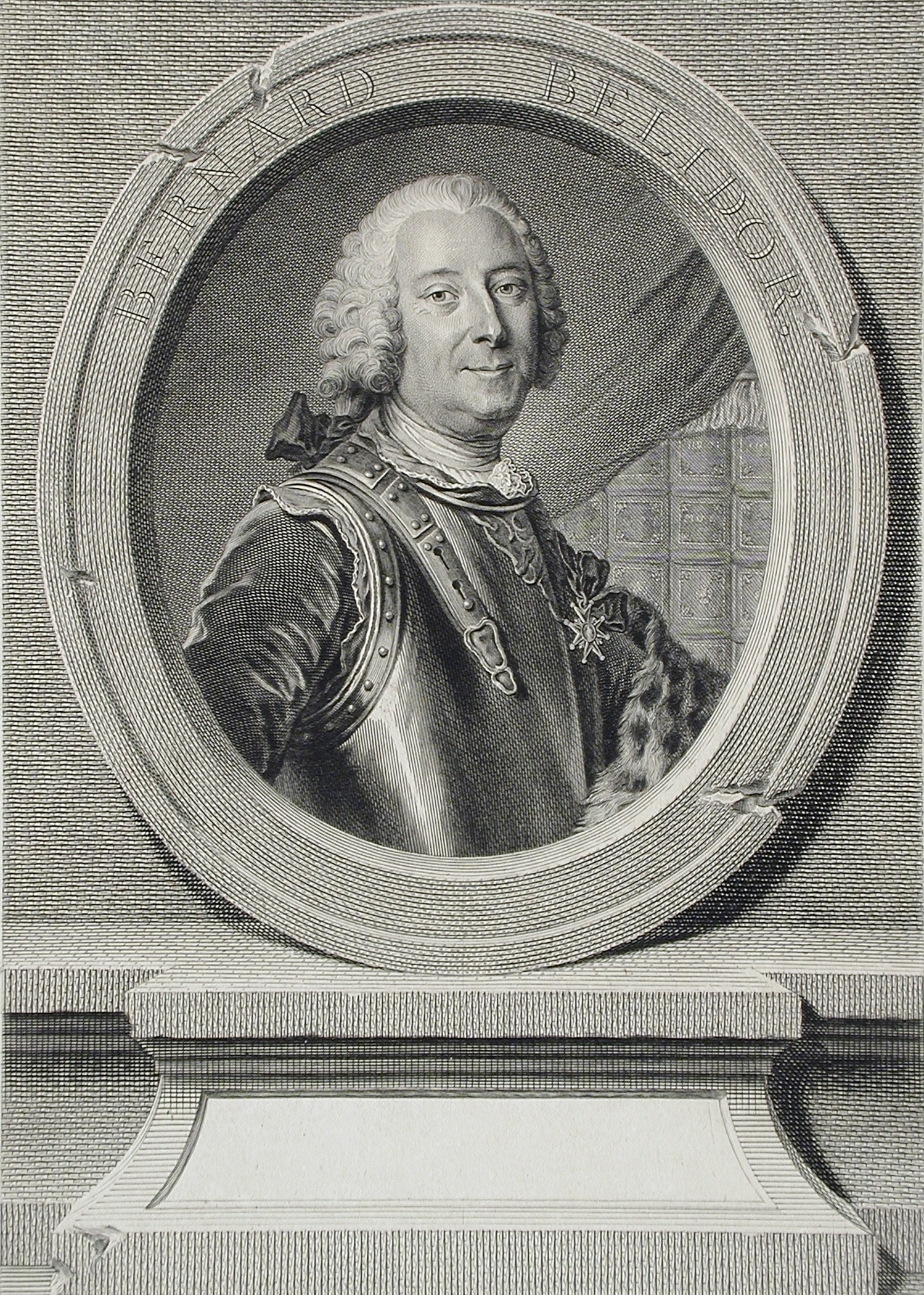
Bernard Forest de Belidor, d'après Louis Vigée, 1750;
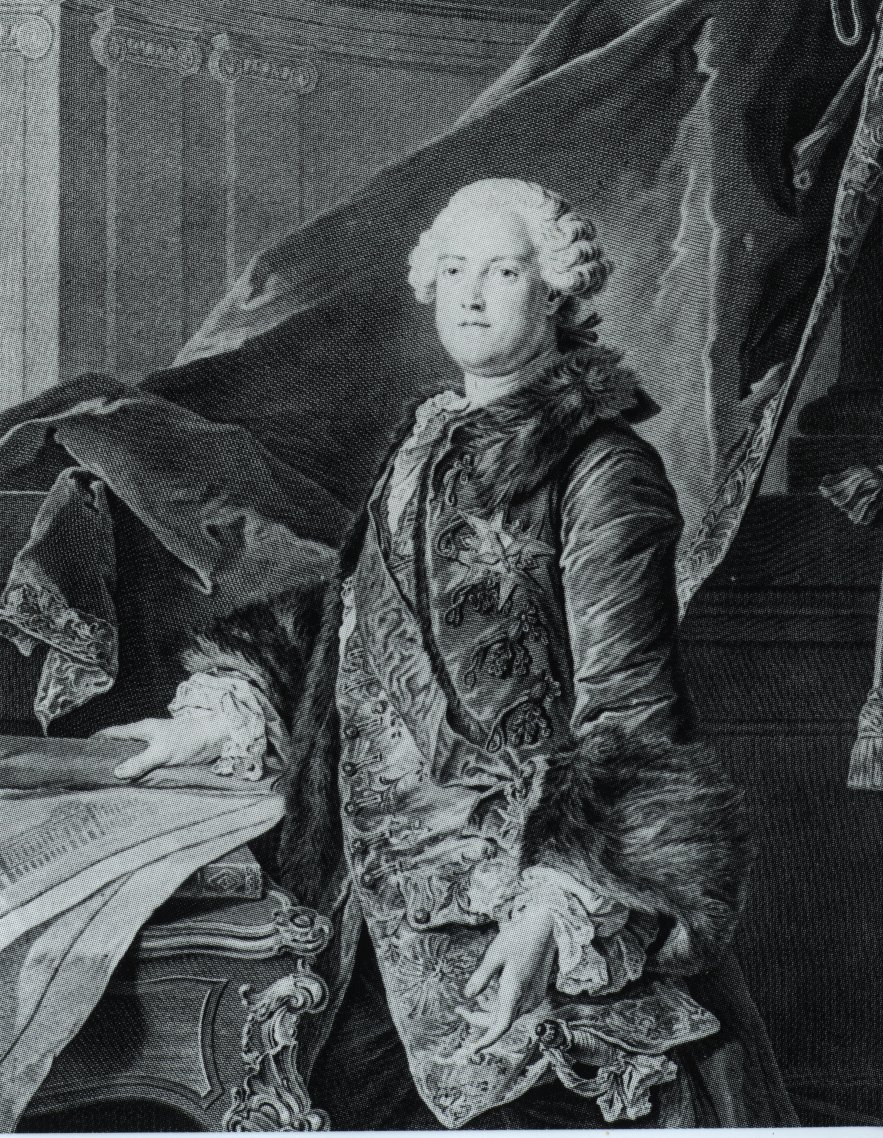
Portrait du marquis de Marigny, d'après Louis Tocqué, 1755;
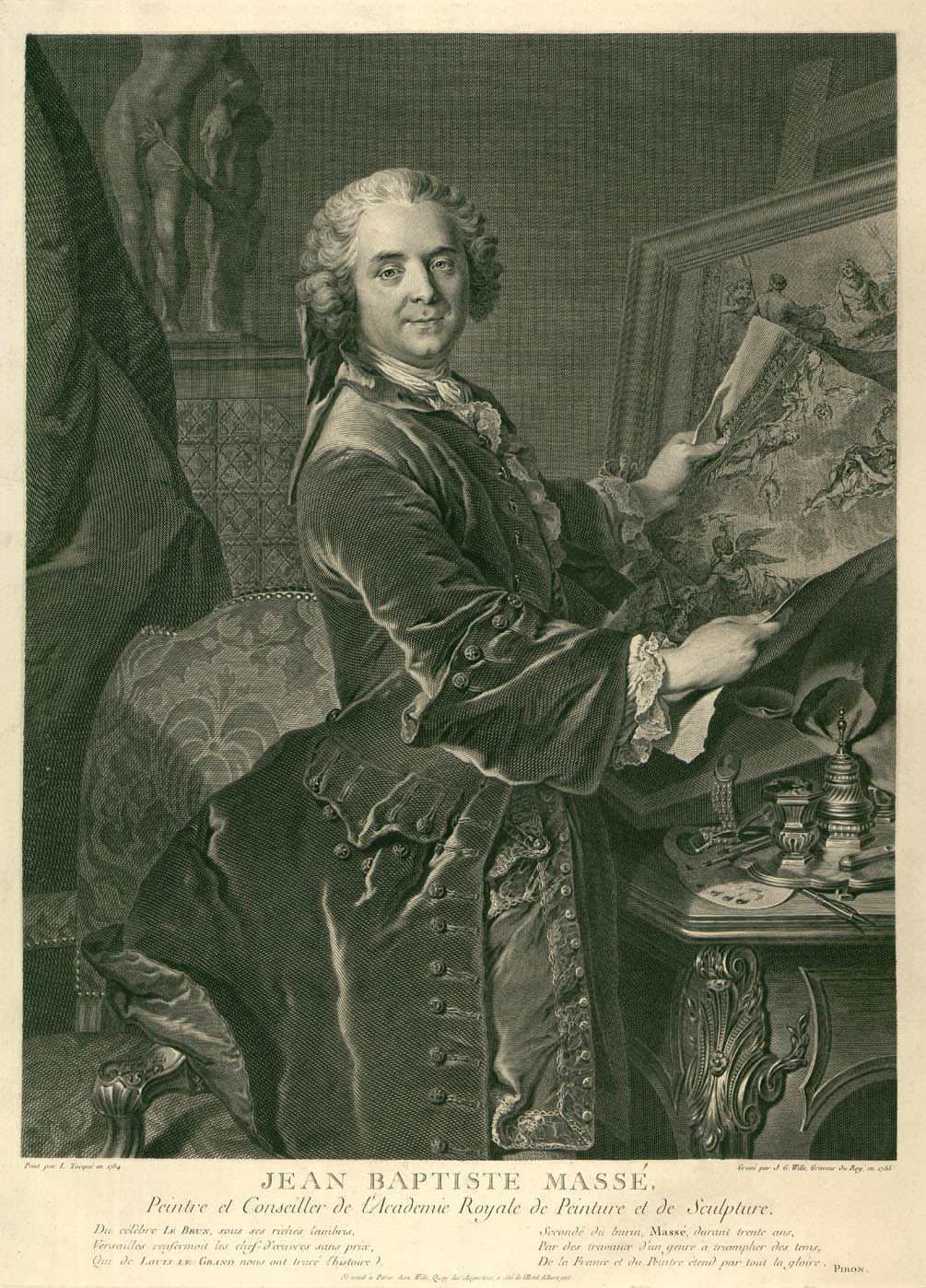
Jean-Baptiste Massé, d'après Louis Tocqué, 1755;
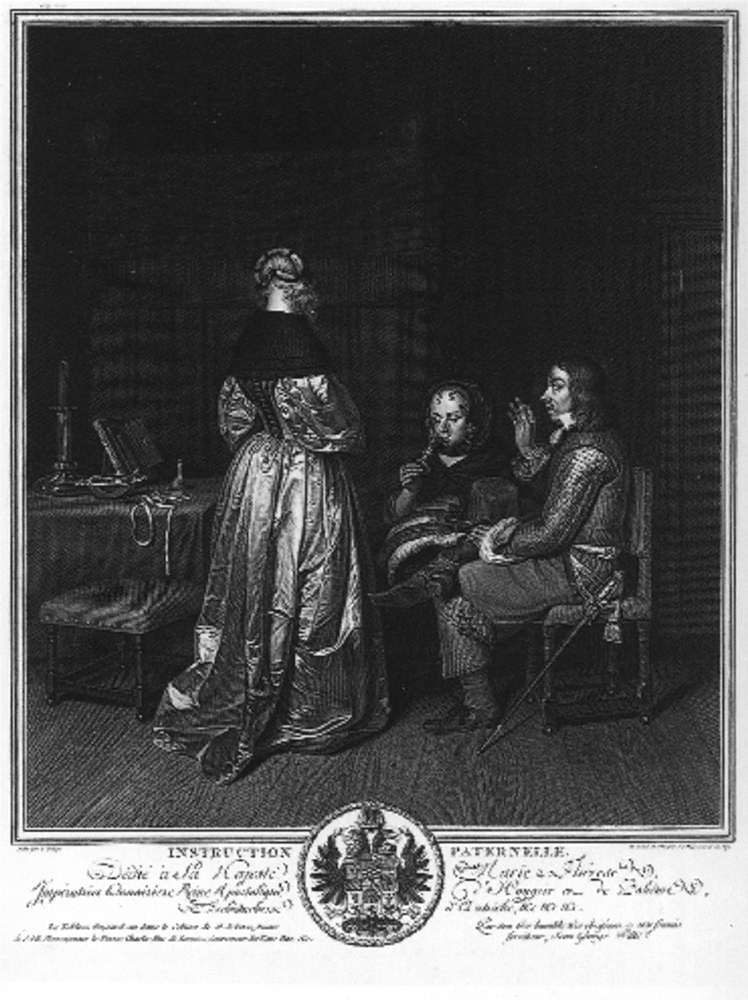
L'instruction paternelle, d'après Gerard ter Borch, 1765;
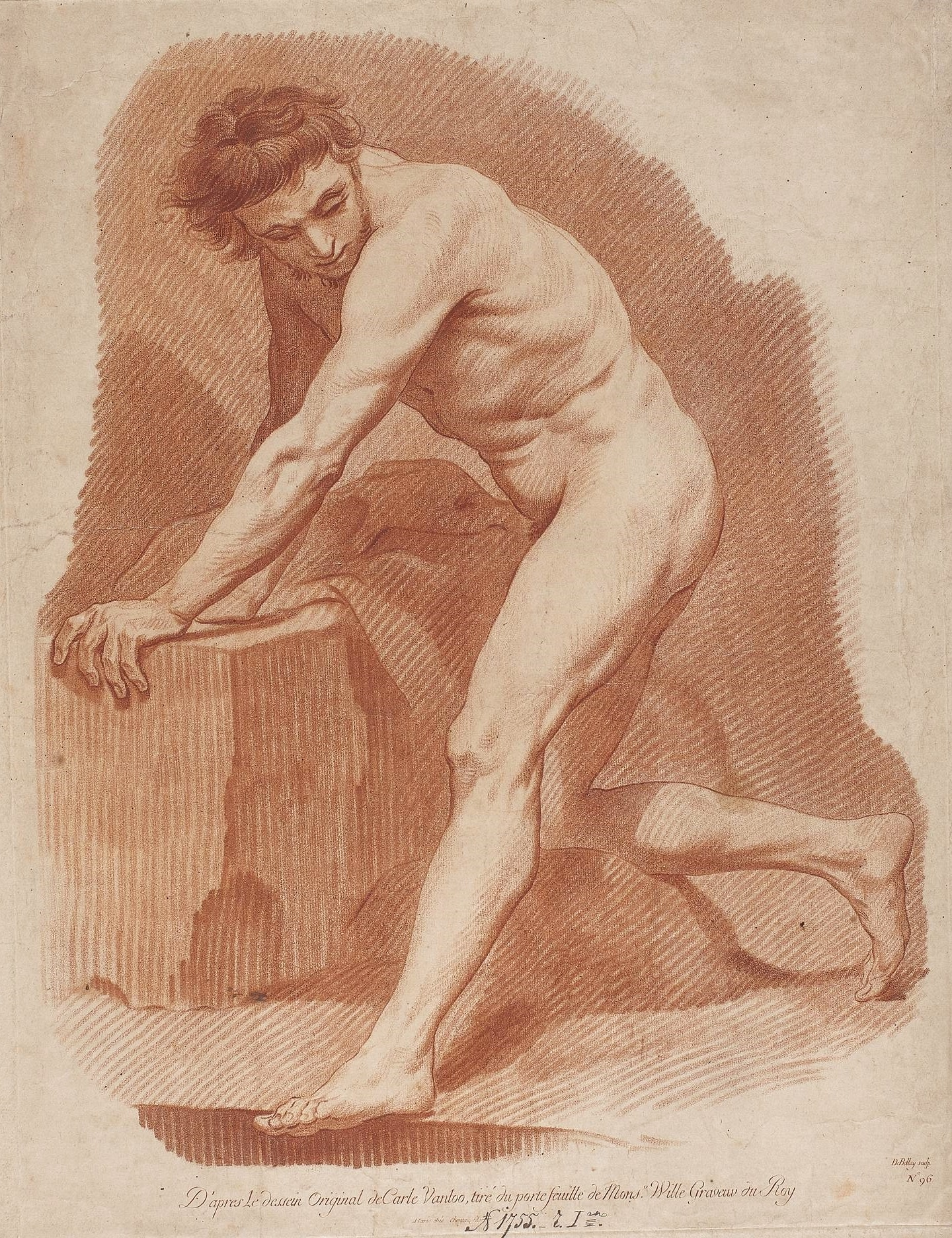
Étude d'homme nu au genou fléchi, d'après Charles André van Loo, 1770;
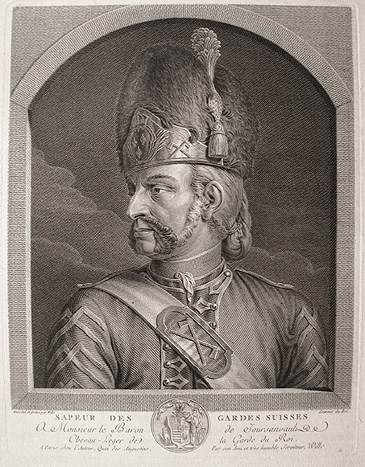
Sapeur des Gardes suisses, 1779;
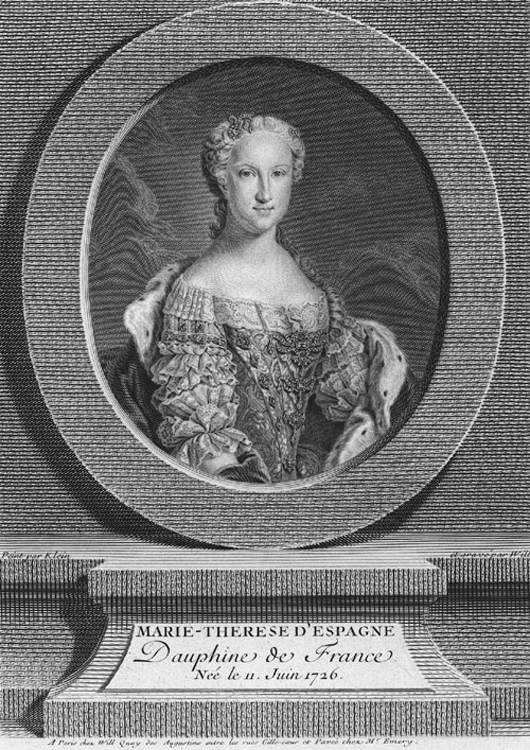
Marie-Thérèse d'Espagne;
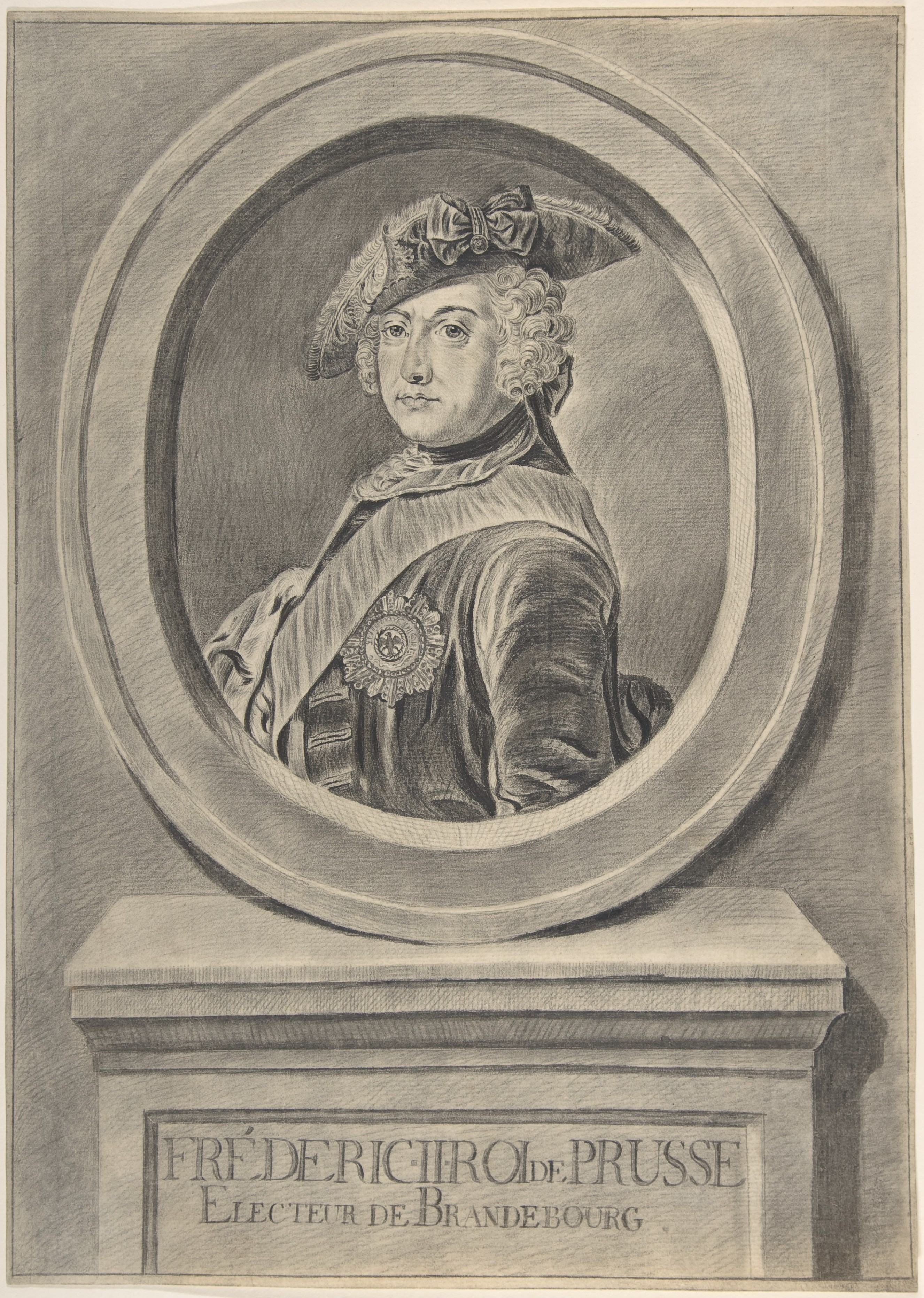
Frédéric II de Prusse, d'après Antoine Pesne;
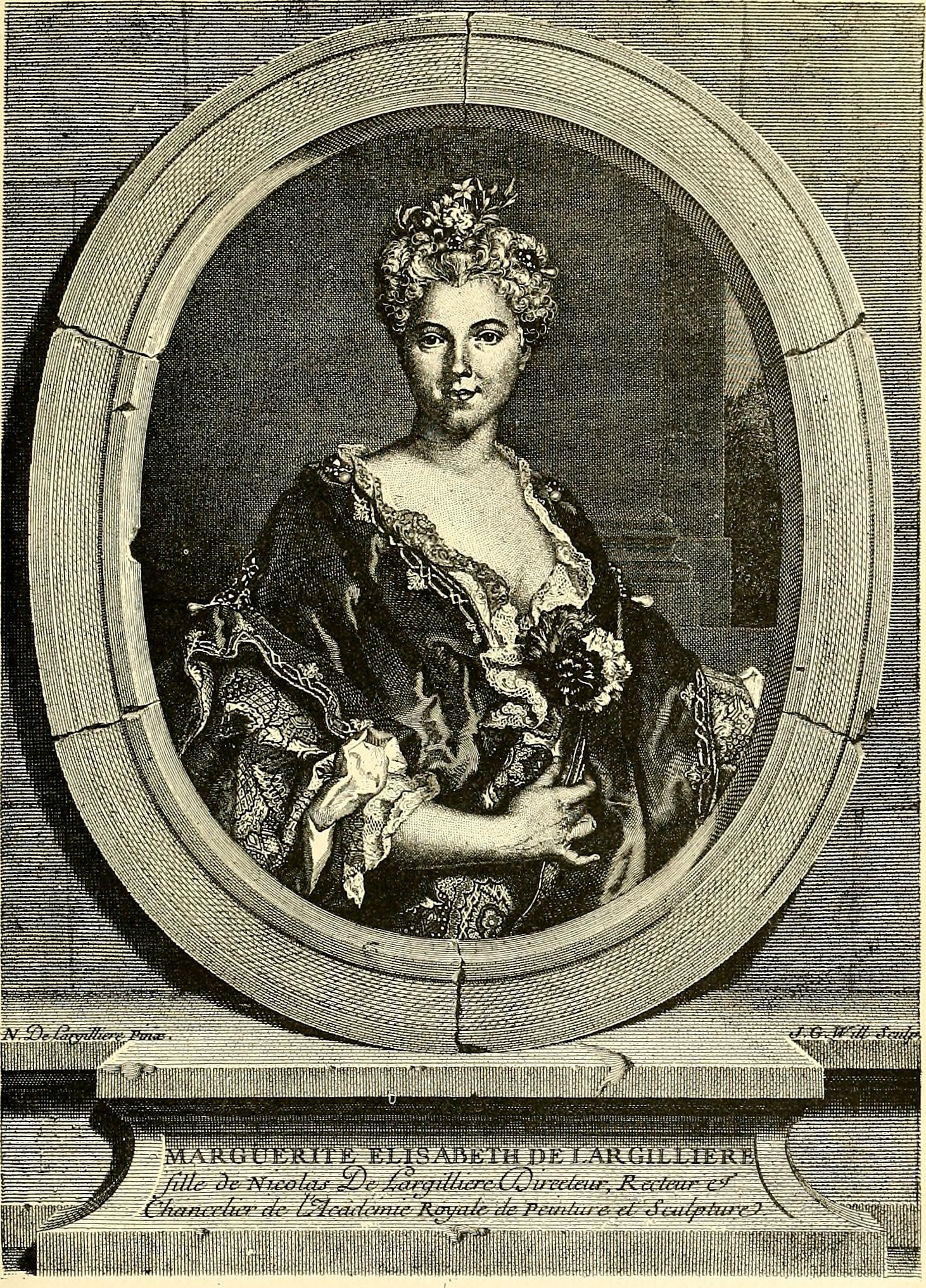
Marguerite Élisabeth de Largillierre, d'après Nicolas de Largillierre;
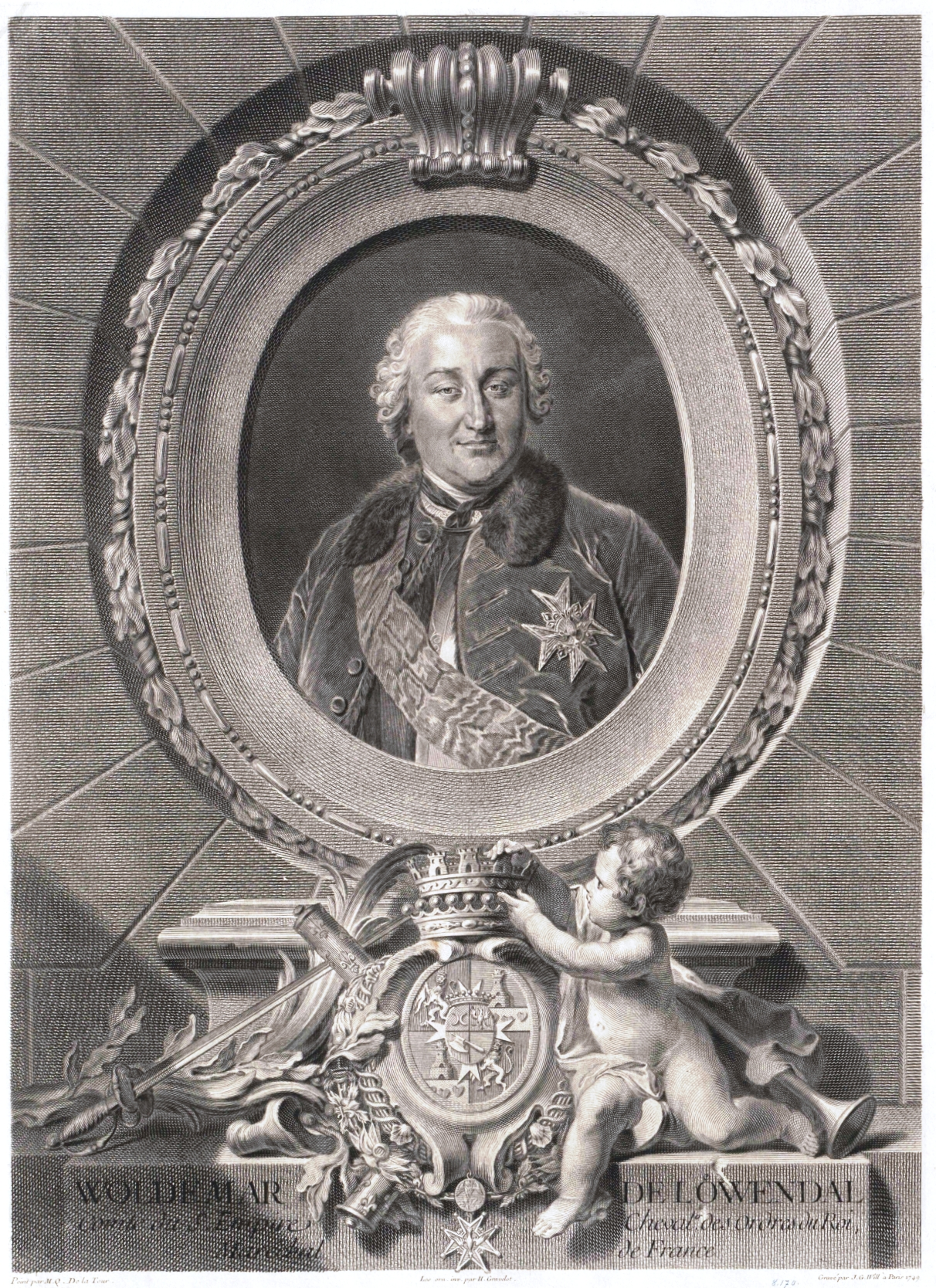
Woldemar de Lowendal, d'après Quentin de La Tour;
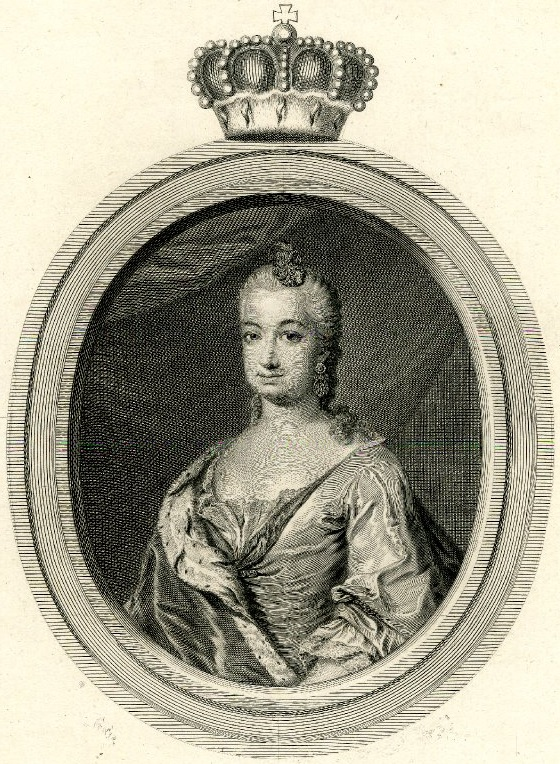
Elisabeth-Auguste de Palatinat-Neubourg;
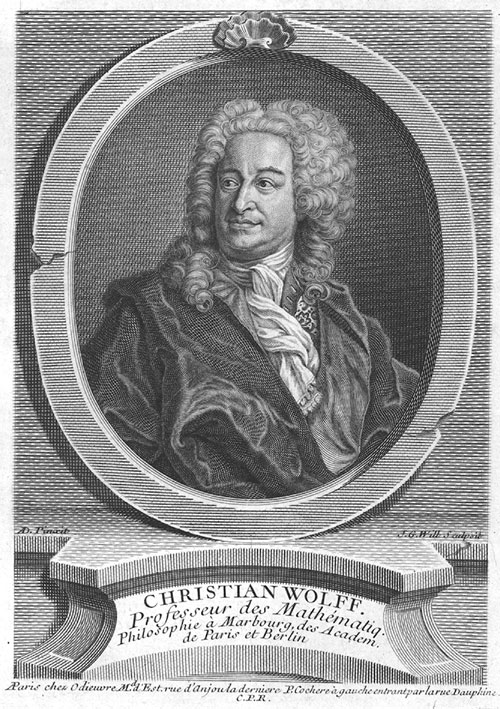
Christian Wolff;
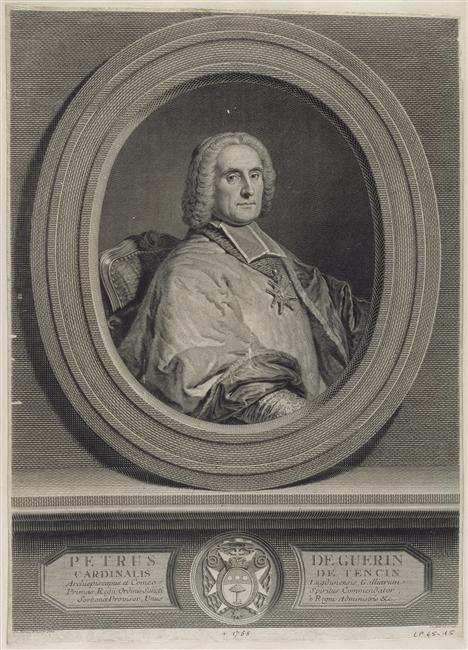
Pierre Guérin de Tencin;
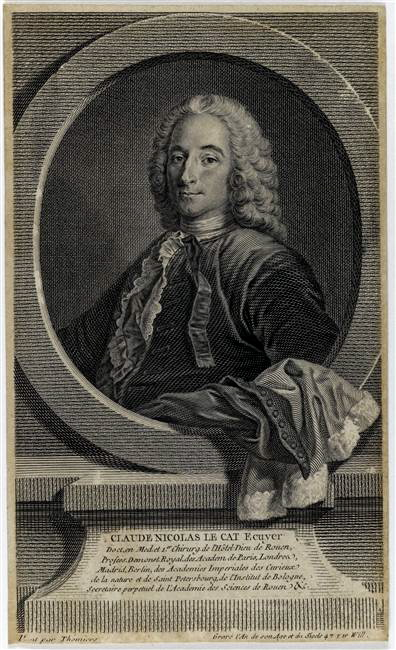
Claude-Nicolas Le Cat, d'après Thomiers;
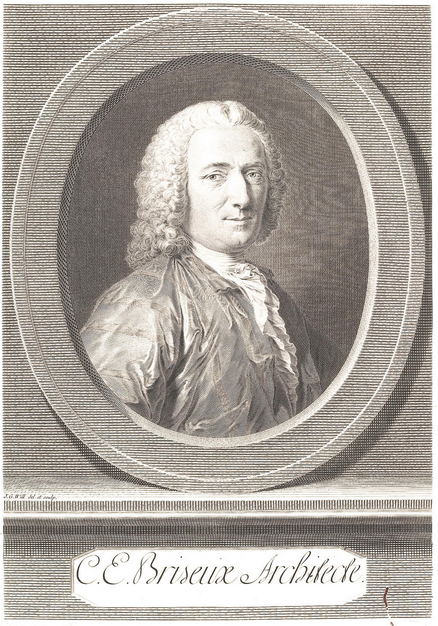
Charles-Étienne Briseux, dessiné par Witte lui-même;
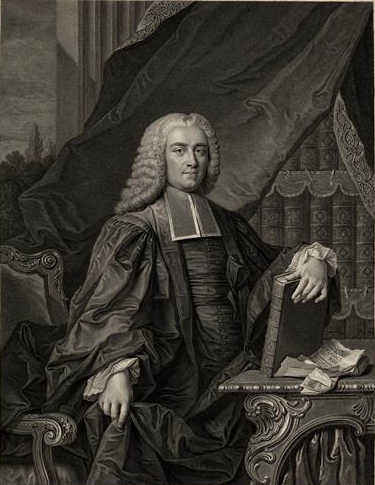
Nicolas-René Berryer, d'après Jacques-François Delyen;
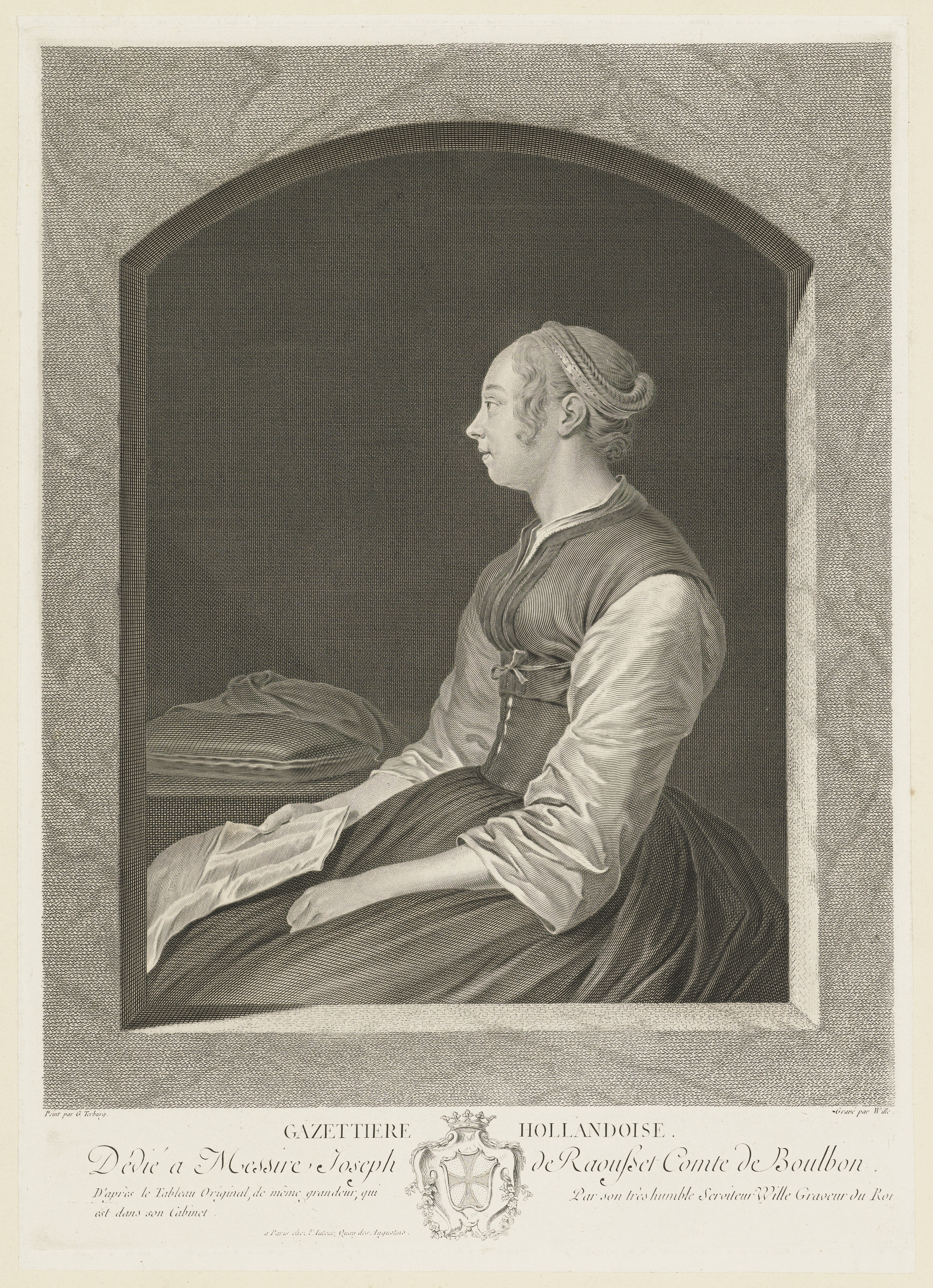
Gazettière hollandaise, d'après Gerard ter Borch.

## Expositions
- Salon de 1808, Paris[16].
- The second exhibition of prints from the collection of T. Harrison Garrett - Works of Rembrandt and Wille, Institut Peabody, Baltimore, 1886.
- Zeichnungen alter Meister aus Deutschen Privatbesitz, Staatsgalerie, Stuttgart, 1965.
- 15th - 18th french drawings in the Metropolitan Museum of Art, Metropolitan Museum of Art, New York, 1986.
- Artists and amateurs - Etching in the nineteeth century France, Metropolitan Museum of Art, New York, octobre 2013 - janvier 2014.

## Réception critique
- « Le burin de M. Wille a conservé à ce Salon la réputation dont il jouit. » - Denis Diderot, Le Salon de 1761
- « Un des plus fameux graveurs du siècle passé, appelé le Doyen des graveurs de l'Europe. Son œuvre se distingue dans notre catalogue par la richesse, la plupart par la beauté, et en même temps par la rareté des épreuves, ainsi que par plusieurs pièces très peu connues. » - Johann Gottlieb Abraham Frenzel (de)[10]
- « Le burin de Wille est correct, brillant et hardi. Aucun graveur n'a su, mieux que lui, donner à chaque objet son caractère propre, faire comprendre la différence des étoffes, rendre leurs plis, et surtout éclairer les reflets chatoyants du satin. Il était habile dessinateur et amateur enthousiaste des beaux-arts. Ce goût, joint à beaucoup de tact, fait qu'il a mis dans toutes ses estampes un sentiment et un coloris extraordinaires. » - Charles Le Blanc, de la Bibliothèque royale de Paris[17]
- « La mort de Cléopâtre d'après Netscher fut en 1754 sa première composition et elle obtint un succès qui l'encouragea à suivre cette voie ; car à partir de cette époque il ne publia guère que des sujets dont il emprunta les modèles à Adrien van Ostade, ter Borch, Gérard Dou, Schenau, Dietrich, ou même son fils. Plusieurs de ces estampes sont aujourd'hui fort recherchées : elles rendent avec une fidélité louable les œuvres qu'elles reproduisent, et quelques-unes, comme L'instruction paternelle ou Les musiciens ambulants, ont le privilège de jouir parmi les amateurs de la plus grande estime. » - Nouvelle Biographie générale[1]
- « Wille était l'intermédiaire obligé entre les artistes allemands, suisses, danois et suédois et le monde parisien, notamment l'introducteur des gravures de chasses et d'animaux de Johann Elias Ridinger (1698-1767) enrichies d'une belle nature sauvage. Le cercle de Wille est, comme le remarque Yvonne Boerlin-Brodbeck, "un facteur important de la diffusion de l'image idéalisée d'une Suisse aux paysages ensoleillés, couronnés de cimes enneigées"[18]. Wille est particulièrement important par le fait qu'il oriente l'art du paysage pratiqué à Paris vers le pittoresque, avec ses séries de dessins des campagnes de l'Île-de-France, ou vers une nature rude et pierreuse telle celle qu'il voyait lors des expéditions qu'il faisait, en compagnie de sa femme et de ses élèves, dans les carrières des environs de Paris. » - Madeleine Pinault-Sorensen[19]

## Musées et collections publiques

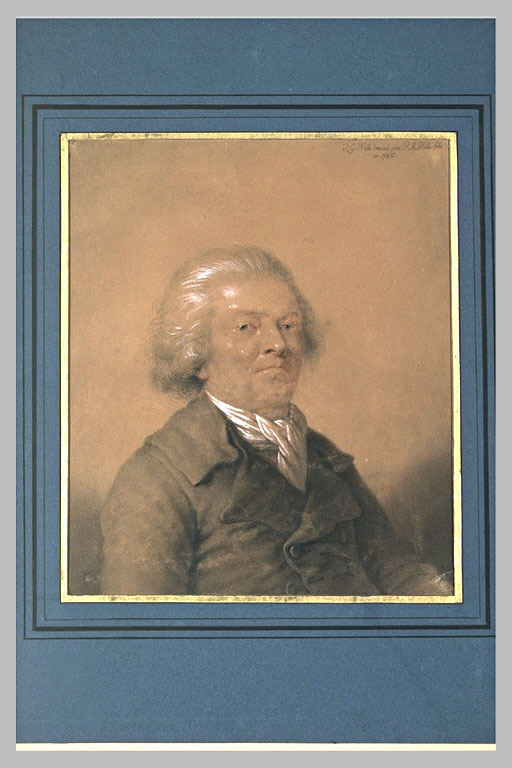
Pierre-Alexandre Wille, Portrait de Jean-Georges Wille, dessin.

### France
- Musée Rolin, Autun, Louis Gillet délivre une fille des mains de deux brigands, d'après Pierre-Alexandre Wille.
- Musée des beaux-arts de Brest, La mort de Marc Antoine, d'après Pompeo Batoni.
- Musée des beaux-arts et d'archéologie de Châlons-en-Champagne, Portrait d'Antoine Singlin, d'après Philippe de Champaigne.
- Archives départementales de Seine-et-Marne, Dammarie-les-Lys, Le château de Blandy-les-Tours, gravure à la sanguine[20].
- Musée des beaux-arts de Dole, Les musiciens ambulants et Les offres réciproques, d'après Christian Wilhelm Ernst Dietrich.
- Musée des Tissus et des Arts décoratifs, Lyon, Couple de paysans dans un paysage, dessin.
- Musée des beaux-arts d'Orléans, La ménagère hollandaise d'après Gérard Dou ; La tricoteuse hollandaise d'après Frans van Mieris l'Ancien ; Le petit physicien d'après Caspar Netscher.
- École nationale supérieure des beaux-arts, Paris, Portrait du Marquis de Marigny, d'après Louis Tocqué[21].
- Département des arts graphiques du musée du Louvre, importante collection de dessins.
- Musée national de la marine, Paris, Portrait du marquis de Marigny, d'après Louis Tocqué.
- Petit Palais, Paris.
- Musée des beaux-arts de Rennes, Charles Frédéric, Roi de Prusse, d'après Antoine Pesne.
- Musée des beaux-arts de Rouen, Ruines du château de la Bretonnière, dessin.
- Musée national de l'Éducation, Rouen, La petite écolière, 1771[22].
- Musée Alphonse-Georges-Poulain, Vernon, Portrait de Charles Louis Auguste Fouquet de Belle-Isle, d'après Hyacinthe Rigaud.
- Château de Versailles, portraits : Nicolas-René Berryer, d'après de Lyen[23] ; François Quesnay, d'après Jean Chevalier, 1747 ; Pierre Guérin de Tencin.

### Allemagne
- Bauernhausmuseum Hof Haina, Biebertal, une salle consacrée à Jean-Georges Wille[24].
- Oberhessisches Museum (de), Gießen, cent quatre-vingt dix gravres.

### Pays-Bas
- Rijksmuseum Amsterdam, Portrait de Johann Martin Preissler, 1743.
- Musée Teyler, Haarlem, Jeune joueur d'instrument, d'après Godfried Schalken[25].

### Portugal
- Musée de Lamego (pt), La liseuse, d'après Gérard Dou, 1761[26].

### République tchèque
- Galerie Morave de Brno, huit gravures[27].

### Royaume-Uni
- Berrington Hall, Herefordshire, Le Marquis de Marigny et Jean-Baptiste Massé, d'après Louis Tocqué, 1755.
- Kingston Lacy, Dorset, Le Roi Frédéric II de Prusse, d'après Antoine Pesne.
- British Museum, Londres, Portrait d'Antoine Singlin d'après Philippe de Champaigne, 1745[28].
- National Portrait Gallery, Londres, Portraits de Cromwell, Henri Benoît Stuart, Charles Édouard Stuart[29].
- Royal Collection, Londres, Carolus Walliae Princeps (portrait de Charles Edward Stuart), d'après Louis Tocqué, 1749[30] ; Le concert de famille, d'après Godfried Schalken, 1767[12].
- Victoria and Albert Museum, Londres, Jeune joueur d'instrument, d'après Godfried Schalken[31].
- Felbrigg Hall, Norfolk, La petite écolière.
- Ashmolean Museum, Oxford, douze gravures.
- Moseley Old Hall (en), Fordhouses (en), Wolverhampton, Portrait de Charles Édouard Stuart, d'après Louis Tocqué, 1749.

### Suède

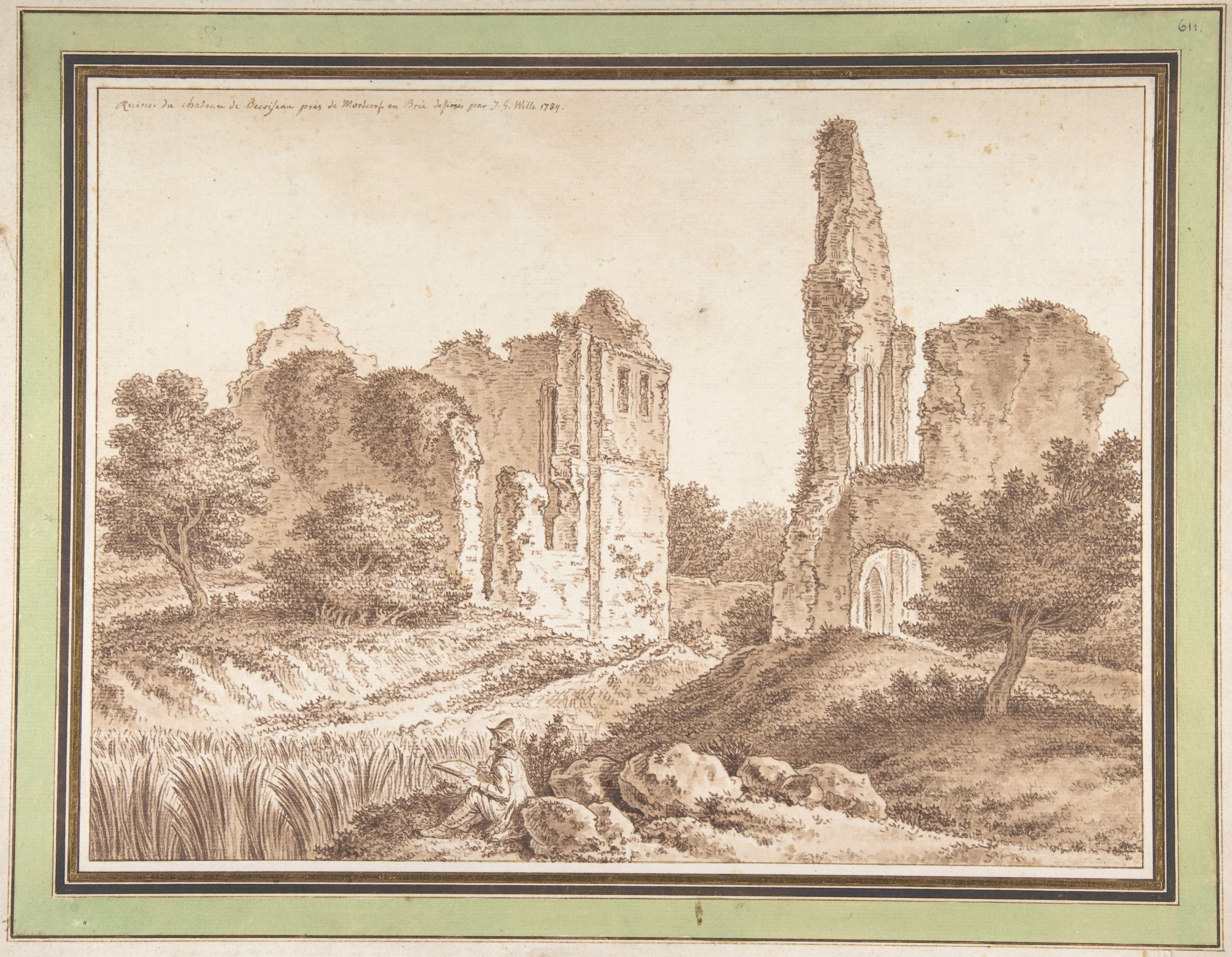
Jean-Georges Wille, Ruines du château de Bécoiseau, dessin, Metropolitan Museum of Art

- Nationalmuseum, Stockholm, Le concert de famille, d'après Godfried Schalken, 1761 ; Musiciens ambulants, d'après Christian Wilhelm Ernst Dietrich[32].

### États-Unis
- Fogg Art Museum, Université Harvard, Cambridge (Massachusetts), Le Marquis de Marigny, d'après Louis Tocqué[33].
- Art Institute of Chicago, Portrait d'Élisabeth de Gouy, d'après Hyacinthe Rigaud, 1743 ; Une ferme, 1766 ; Sapeur des gardes suisses, 1779[34].
- Musée d'art d'Indianapolis, Sœur de labonne femme de Normandie, d'après Pierre-Alexandre Wille.
- Musée d'art du comté de Los Angeles, Bernard Forest de Belidor, d'après Louis Vigée, 1750 ; Sapeur des gardes suisses, 1779.
- Davison Art Center, Université Wesleyenne, Middletown (Connecticut), Mort de Cléopatre, d'après Caspar Netscher, 1754 ; Le marquis de Marigny, d'après Louis Tocqué, 1755[35].
- Metropolitan Museum of Art, New York, Concert de famille, d'après Godfried Schalken, gravure[36] ; Ruines du château de Bécoiseau, près de Mortcerf (Seine-et-Marne), dessin.
- Philadelphia Museum of Art, L'instruction paternelle, 1758[37].
- Firestone Library, Université de Princeton, Princeton (New Jersey)[38].
- Musée des beaux-arts de San Francisco, Portraits de Marie-Thérèse d'Espagne et de Christian Wolff.
- National Gallery of Art, Washington[39].

### Australie
- National Gallery of Victoria, Melbourne, dix gravures[40].

## Collections privées
- Aignan-Thomas Desfriches (1715-1800), Orléans[41].
- Comtesse d'Einsiedel de Reibersdorf[10].
- Georges Bottolier-Lasquin
- Fondation Custodia (collection Frits Lugt), hôtel Turgot, Paris, manuscrits originaux de Jean-Georges Wille (correspondance et volume inédit du journal).

## Élèves
- Johann Ludwig Aberli ;
- Jean-Jacques Avril (1744-1831).
- Johan Michael Baader (1729-1792) ;
- Charles Clément Bervic ;
- Jean-Jacques de Boissieu
- Charles Guillaume Alexandre Bourgeois ;
- Constance-Marie Bondelu (1767-1849), de 1777 à 1787 ;
- Juste Chevillet ;
- Louis-Bernard Coclers, de 1787 à 1789 ;
- Louis Dennel (1741-1806) ;
- Balthasar Anton Dunker ;
- Jean-Henri Eberts ;
- Sigmund Freudenberger ;
- Samuel Hieronymus Grimm (en) ;
- Carl Guttenberg ;
- Heinrich Guttenberg ;
- Jacob Philipp Hackert ;
- François Robert Ingouf ;
- Ferdinand Kobell ;
- Georg Melchior Kraus ;
- Joseph de Longueil
- Philippe-Jacques de Loutherbourg ;
- Jean Massard ;
- Simon Charles Miger ;
- Johann Gotthard von Müller ;
- Christian Bernard Rode[42] ;
- Johann Eleazar Schenau (1734-1806)[43] ;
- Philippe-Louis Parizeau ;
- Jacob Matthias Schmutzer ;
- Christian Gottfried Schulze (de) ;
- Pierre Alexandre Tardieu ;
- Johann Friedrich August Tischbein ;
- Vincenzo Vangelisti
- Egid Verhest (de) ;
- John Webber ;
- Franz Edmund Weirotter (en) ;
- Pierre-Alexandre Wille (fils de l'artiste) ;
- Adrian Zingg (de) (1734-1816).

### Iconographie
- Jean-Claude Richard de Saint-Non, Jean-Georges Wille avec un élève, gravure d'après Jean-Georges Wille, 1755, Musée d'art de Baltimore.
- Jean-Baptiste Greuze, Portrait de Jean-Georges Wille, 1763, huile sur toile, Paris, musée Jacquemart-André ;
- Pierre-Alexandre Wille, plusieurs portraits de son père dont l'un, gravé par Pierre-Charles Ingouf, est conservé à l'Institut national d'histoire de l'art ;
- Christian-Bernard Rode, Portrait de Jean-Georges Wille, gravure d'après Georg Friedrich Schmidt ;
- Jacques Saly (1717-1776), Jean-Georges Wille, buste en terre cuite, musée des beaux-arts de Valenciennes (présentation de l'œuvre en ligne).